# Gran Premio di superbike di Misano Adriatico 1998
Il Gran Premio di Superbike di Misano Adriatico 1998 è stata la sesta prova su dodici del campionato mondiale Superbike 1998, è stato disputato il 21 giugno sul Santamonica e ha visto la vittoria di Aaron Slight in gara 1, lo stesso pilota si è ripetuto anche in gara 2.
La vittoria nella gara valevole per il campionato mondiale Supersport è stata invece ottenuta da Fabrizio Pirovano.

## Risultati

### Gara 1

#### Arrivati al traguardo[6]
| Pos. | Nº  | Pilota               | Squadra              | Motocicletta | Giri | Tempo     | Griglia | Punti |
| ---- | --- | -------------------- | -------------------- | ------------ | ---- | --------- | ------- | ----- |
| 1º   | 111 | Aaron Slight         | Castrol Honda        | Honda        | 25   | 39:54.406 | 2º      | 25    |
| 2º   | 11  | Troy Corser          | Ducati Racing ADVF   | Ducati       | 25   | +0:00.720 | 1º      | 20    |
| 3º   | 45  | Colin Edwards        | Castrol Honda        | Honda        | 25   | +0:02.304 | 5º      | 16    |
| 4º   | 2   | Carl Fogarty         | Ducati Performance   | Ducati       | 25   | +0:05.068 | 4º      | 13    |
| 5º   | 4   | Akira Yanagawa       | Kawasaki Racing      | Kawasaki     | 25   | +0:10.273 | 3º      | 11    |
| 6º   | 8   | James Whitham        | Suzuki WSB           | Suzuki       | 25   | +0:27.881 | 7º      | 10    |
| 7º   | 5   | Neil Hodgson         | Kawasaki Racing      | Kawasaki     | 25   | +0:31.647 | 12º     | 9     |
| 8º   | 44  | Scott Russell        | Yamaha World SBK     | Yamaha       | 25   | +0:40.899 | 11º     | 8     |
| 9º   | 48  | Andreas Meklau       | Remus Racing Austria | Ducati       | 25   | +1:03.420 | 13º     | 7     |
| 10º  | 72  | Udo Mark             | Suzuki Deutschland   | Suzuki       | 25   | +1:05.941 | 18º     | 6     |
| 11º  | 39  | Alessandro Gramigni  | Gattolone Racing     | Ducati       | 25   | +1:09.029 | 14º     | 5     |
| 12º  | 19  | Lucio Pedercini      | Team Pedercini       | Ducati       | 25   | +1:18.771 | 15º     | 4     |
| 13º  | 74  | Paolo Blora          | Technaracing         | Ducati       | 25   | +1:22.198 | 19º     | 3     |
| 14º  | 10  | Andrew Stroud        | Andrew Stroud Racing | Kawasaki     | 25   | +1:22.227 | 20º     | 2     |
| 15º  | 15  | Igor Jerman          | Team Bertocchi       | Kawasaki     | 25   | +1:22.578 | 17º     | 1     |
| 16º  | 21  | Jean-Marc Delétang   | Yamaha Motor France  | Yamaha       | 24   | +1 giro   | 21º     |       |
| 17º  | 76  | Marco Dall'Aglio     | Pirelli              | Yamaha       | 24   | +1 giro   | 24º     |       |
| 18º  | 27  | Frédéric Protat      | FP Racing            | Ducati       | 24   | +1 giro   | 25º     |       |
| 19º  | 46  | Bruno Scatola        | Scatola              | Yamaha       | 24   | +1 giro   | 30º     |       |
| 20º  | 81  | Enzo Chiapello       | Faccio Racing        | Kawasaki     | 24   | +1 giro   | 31º     |       |
| 21º  | 80  | Stavros Stavroulakis | Stavroulakjs         | Ducati       | 23   | +2 giri   | 29º     |       |
| 22º  | 53  | Vladimír Karban      | Karban R. Team       | Suzuki       | 23   | +2 giri   | 32º     |       |

#### Ritirati
| Nº | Pilota               | Squadra            | Motocicletta | Giri | Griglia |
| -- | -------------------- | ------------------ | ------------ | ---- | ------- |
| 41 | Noriyuki Haga        | Yamaha World SBK   | Yamaha       | 22   | 6º      |
| 35 | Gregorio Lavilla     | De Cecco Racing    | Ducati       | 14   | 9º      |
| 78 | Paolo Malvini        | De Cecco Racing    | Ducati       | 11   | 27º     |
| 50 | Jiří Mrkývka         | SBK Team JM        | Honda        | 10   | 26º     |
| 47 | Giovanni Valtulini   | Motopiu' Racing    | Yamaha       | 6    | 28º     |
| 6  | Peter Goddard        | Suzuki WSB         | Suzuki       | 4    | 8º      |
| 75 | Giorgio Cantalupo    | Team Garella       | Ducati       | 4    | 22º     |
| 73 | Massimo Accornero    | Geminiani Racing   | Suzuki       | 3    | 23º     |
| 7  | Pierfrancesco Chili  | Ducati Racing ADVF | Ducati       | 1    | 16º     |
| 9  | Piergiorgio Bontempi | Kawasaki Bertocchi | Kawasaki     | 1    | 10º     |

### Gara 2

Carl Fogarty, terzo classificato in gara 2, in piega sull'asfalto del Santamonica con la sua Ducati 916

#### Arrivati al traguardo[7]
| Pos. | Nº  | Pilota               | Squadra              | Motocicletta | Giri | Tempo     | Griglia | Punti |
| ---- | --- | -------------------- | -------------------- | ------------ | ---- | --------- | ------- | ----- |
| 1º   | 111 | Aaron Slight         | Castrol Honda        | Honda        | 25   | 39:49.893 | 2º      | 25    |
| 2º   | 11  | Troy Corser          | Ducati Racing ADVF   | Ducati       | 25   | +0:01.058 | 1º      | 20    |
| 3º   | 2   | Carl Fogarty         | Ducati Performance   | Ducati       | 25   | +0:03.269 | 4º      | 16    |
| 4º   | 45  | Colin Edwards        | Castrol Honda        | Honda        | 25   | +0:13.450 | 5º      | 13    |
| 5º   | 4   | Akira Yanagawa       | Kawasaki Racing      | Kawasaki     | 25   | +0:13.547 | 3º      | 11    |
| 6º   | 44  | Scott Russell        | Yamaha World SBK     | Yamaha       | 25   | +0:18.889 | 11º     | 10    |
| 7º   | 35  | Gregorio Lavilla     | De Cecco Racing      | Ducati       | 25   | +0:38.590 | 9º      | 9     |
| 8º   | 5   | Neil Hodgson         | Kawasaki Racing      | Kawasaki     | 25   | +0:38.701 | 12º     | 8     |
| 9º   | 48  | Andreas Meklau       | Remus Racing Austria | Ducati       | 25   | +0:40.104 | 13º     | 7     |
| 10º  | 15  | Igor Jerman          | Team Bertocchi       | Kawasaki     | 25   | +1:05.947 | 17º     | 6     |
| 11º  | 9   | Piergiorgio Bontempi | Kawasaki Bertocchi   | Kawasaki     | 25   | +1:07.477 | 10º     | 5     |
| 12º  | 39  | Alessandro Gramigni  | Gattolone Racing     | Ducati       | 25   | +1:07.945 | 14º     | 4     |
| 13º  | 72  | Udo Mark             | Suzuki Deutschland   | Suzuki       | 25   | +1:09.703 | 18º     | 3     |
| 14º  | 19  | Lucio Pedercini      | Team Pedercini       | Ducati       | 25   | +1:21.669 | 15º     | 2     |
| 15º  | 10  | Andrew Stroud        | Andrew Stroud Racing | Kawasaki     | 25   | +1:39.780 | 20º     | 1     |
| 16º  | 74  | Paolo Blora          | Technaracing         | Ducati       | 24   | +1 giro   | 19º     |       |
| 17º  | 27  | Frédéric Protat      | FP Racing            | Ducati       | 24   | +1 giro   | 25º     |       |
| 18º  | 50  | Jiří Mrkývka         | SBK Team JM          | Honda        | 24   | +1 giro   | 26º     |       |
| 19º  | 80  | Stavros Stavroulakis | Stavroulakjs         | Ducati       | 21   | +4 giri   | 29º     |       |

#### Ritirati
| Nº | Pilota              | Squadra             | Motocicletta | Giri | Griglia |
| -- | ------------------- | ------------------- | ------------ | ---- | ------- |
| 41 | Noriyuki Haga       | Yamaha World SBK    | Yamaha       | 23   | 6º      |
| 81 | Enzo Chiapello      | Faccio Racing       | Kawasaki     | 17   | 31º     |
| 46 | Bruno Scatola       | Scatola             | Yamaha       | 13   | 30º     |
| 53 | Vladimír Karban     | Karban R. Team      | Suzuki       | 13   | 32º     |
| 21 | Jean-Marc Delétang  | Yamaha Motor France | Yamaha       | 12   | 21º     |
| 6  | Peter Goddard       | Suzuki WSB          | Suzuki       | 11   | 8º      |
| 8  | James Whitham       | Suzuki WSB          | Suzuki       | 7    | 7º      |
| 7  | Pierfrancesco Chili | Ducati Racing ADVF  | Ducati       | 7    | 16º     |
| 75 | Giorgio Cantalupo   | Team Garella        | Ducati       | 6    | 22º     |
| 76 | Marco Dall'Aglio    | Pirelli             | Yamaha       | 2    | 24º     |
| 47 | Giovanni Valtulini  | Motopiu' Racing     | Yamaha       | 1    | 28º     |

### Supersport

#### Arrivati al traguardo
| Pos. | Nº | Pilota               | Squadra              | Motocicletta | Giri | Tempo     | Punti |
| ---- | -- | -------------------- | -------------------- | ------------ | ---- | --------- | ----- |
| 1º   | 8  | Fabrizio Pirovano    | Alstare Corona       | Suzuki       | 23   | 38'10.227 | 25    |
| 2º   | 5  | Massimo Meregalli    | Yamaha Belgarda      | Yamaha       | 23   | +2.328    | 20    |
| 3º   | 18 | Cristiano Migliorati | Endoug Marchesi Cor. | Ducati       | 23   | +10.274   | 16    |
| 4º   | 4  | Stéphane Chambon     | Alstare Corona       | Suzuki       | 23   | +11.567   | 13    |
| 5º   | 17 | Pere Riba            | Garella Racing       | Ducati       | 23   | +19.850   | 11    |
| 6º   | 14 | Marco Risitano       | Kawasaki Team Italia | Kawasaki     | 23   | +30.275   | 10    |
| 7º   | 61 | Francesco Monaco     | X Racing             | Ducati       | 23   | +32.274   | 9     |
| 8º   | 57 | Angelo Conti         | GI Motor Sport       | Suzuki       | 23   | +32.913   | 8     |
| 9º   | 54 | Michele Gallina      | Mavi Racing          | Ducati       | 23   | +38.516   | 7     |
| 10º  | 55 | Jörg Teuchert        | Zweirad Teuchert     | Yamaha       | 23   | +41.122   | 6     |
| 11º  | 79 | Karl Muggeridge      | Castrol Honda        | Honda        | 23   | +41.716   | 5     |
| 12º  | 11 | Giovanni Bussei      | Suzuki Italy         | Suzuki       | 23   | +42.335   | 4     |
| 13º  | 34 | Giuseppe Fiorillo    | Suzuki Italia        | Suzuki       | 23   | +44.785   | 3     |
| 14º  | 73 | Vittorio Iannuzzo    | Team Tienne          | Yamaha       | 23   | +44.921   | 2     |
| 15º  | 70 | Christian Kellner    | Laux Racing          | Suzuki       | 23   | +46.033   | 1     |
| 16º  | 66 | Harald Steinbauer    | Biker Box            | Kawasaki     | 23   | +48.026   |       |
| 17º  | 62 | Matteo Colombo       | Team Spring          | Ducati       | 23   | +54.767   |       |
| 18º  | 71 | Norino Brignola      | Spadaro Panella      | Bimota       | 23   | +55.258   |       |
| 19º  | 19 | Walter Tortoroglio   | Sacchi Corse         | Suzuki       | 23   | +55.319   |       |
| 20º  | 78 | Torleif Hartelman    | Team Ten Kate        | Honda        | 23   | +1'26.240 |       |

#### Ritirati
| Nº | Pilota                | Squadra              | Motocicletta | Giri |
| -- | --------------------- | -------------------- | ------------ | ---- |
| 87 | Roberto Panichi       | Bimota Tamoil        | Bimota       | 21   |
| 9  | Wilco Zeelenberg      | Yamaha Dee Cee J.RT  | Yamaha       | 18   |
| 27 | Camillo Mariottini    | Bimota Arrow         | Bimota       | 16   |
| 2  | Vittoriano Guareschi  | Yamaha Belgarda      | Yamaha       | 15   |
| 16 | Sébastien Charpentier | Honda Reflex         | Honda        | 14   |
| 3  | Yves Briguet          | Endoug Marchesi Cor. | Ducati       | 13   |
| 88 | Andrea Mazzali        | Falappa              | Ducati       | 8    |
| 83 | Nello Russo           | Superbike            | Honda        | 7    |
| 25 | Christophe Cogan      | Yamaha Motor France  | Yamaha       | 6    |
| 33 | Robert Ulm            | Sebring Yamaha Aus.  | Yamaha       | 4    |
| 21 | Roberto Teneggi       | Falappa Ghelfi       | Ducati       | 4    |
| 75 | Michele Malatesta     | 3 C Racing           | Ducati       | 4    |
| 1  | Paolo Casoli          | Ducati Performance   | Ducati       | 2    |
| 37 | Serafino Foti         | Bimota Tamoil        | Bimota       | 1    |
| 35 | Mauro Lucchiari       | De Cecco Racing      | Ducati       | 0    |
| 81 | Luca Pasini           | GIBI Team            | Ducati       | 0    |